# طلحة بن عبيد الله
طَلْحَةُ بْنُ عُبَيْدِ اللَّٰه التَّيمي القُرَشي (28 ق.هـ - 36 هـ / 594 - 656م)، أحد العشرة المبشرين بالجنة، ومن السابقين الأولين إلى الإسلام، وأحد الستة أصحاب الشورى الذين اختارهم عمر بن الخطاب ليختاروا الخليفة من بعده.
قال عنه النبي محمد صلَّى الله عليه وسلَّم أنه شهيد يمشي على الأرض فقال: «من سره أن ينظر إلى شهيد يمشي على وجه الأرض فلينظر إلى طلحة بن عبيد الله».
أسلم مبكرًا، فكان أحد الثمانية الذين سبقوا إلى الإسلام، وهاجر إلى يثرب التي سُميت فيما بعد بالمدينة المنورة، وشارك في جميع الغزوات في العصر النبوي إلا غزوة بدر حيث كان بالشام، وكان ممن دافعوا عن النبي محمد في غزوة أحد حتى شُلَّت يده، فظل كذلك إلى أن مات. وجعله عمر بن الخطاب في الستة أصحاب الشورى الذين ذكرهم للخلافة بعده، وقال: «هم الذين توفي رسول الله ﷺ وهو عنهم راض.»، وبعد مقتل عثمان بن عفان خرج إلى البصرة مطالبًا بالقصاص من قتلة عثمان فقُتِلَ في موقعة الجمل، فكان قتله في رجبٍ سنة ستٍّ وثلاثين من الهجرة، وله أربع وستُّون سنة، وقيل اثنان وستُّون سنة. كان لطلحة أحد عشر ولدًا وأربع بنات، وكان يُسمّي أبناءه بأسماء الأنبياء، فمنهم محمد بن طلحة السجاد وعمران بن طلحة وموسى بن طلحة وعيسى بن طلحة، وغيرهم.

## بداية حياته

### نسبه
- هو: طَلْحَة بن عُبَيْد اللّه بن عُثْمان بن عَمْرو بن كَعْب بن سَعْد بن تَيْم بن مُرَّة بن كَعْب بن لُؤَيِّ بن غَالب بن فِهْر بن مالك بن النَّضْر بن كنانة[10] بن خزيمة بن مدركة بن إلياس بن مضر بن نزار بن معد بن عدنان،[11]
- أمه: الصَّعبة بنت عبد الله بن عماد بن مالك بن ربيعة بن أكبر بن مالك بن عُويف بن مالك بن الخزرج بن إياد بن الصّدف بن حضرموت بن كندة،[12] وهي أخت الصحابي العلاء بن الحضرمي،[13] وأمّها عاتكة بنت وهب بن عبد بن قُصيّ بن كلاب، وكان وهب بن عبد صاحب الرّفادة دون قريش كلّها،[14] وكان أبوها يُعرَف بعبد الله بالحضرميّ؛ فيقال لها بنت الحضرميّ.[12]
- ذكر ابن حزم له عدة إخوة منهم:
  - عثمان بن عبيد الله، أنجب عبد الرحمن بن عثمان الذي قُتِل مع عبد الله بن الزبير.[15]
  - مالك بن عبيد الله، أنجب عثمان بن مالك الذي قتله صهيب الرومي في غزوة بدر في صفوف قريش.[15]
- هو ابن عم عبيد الله بن معمر التيمي والي البصرة،[16] ويلتقي نسبه مع أبي بكر الصديق في عامر بن كعب بن سعد، فكلاهما من بني تيم، وكذلك هما ملتقيان في نسب النبي محمد في مُرَّة بن كَعْب.[17]

### نشأته
| «قَدِمَ عَلَيْنَا طَلْحَةُ بْنُ عُبَيْدِ اللَّهِ، وَكَانَ مِنْ أَجْمَلِ الْفِتْيَانِ، فَخَرَجَ عَلَيْنَا فِي ثَوْبَيْنِ مُمَصَّرَيْنِ.» |
| —أبو نضرة العبدي                                                                 |

وُلِد طلحة في مكة قبل الهجرة بثمانية وعشرين عامًا اعتمادًا على القول بأنه مات وهو ابن أربع وستين سنة، أو قبل الهجرة بستة وعشرين عامًا اعتمادًا على القول بأنه مات وهو ابن اثنين وستين سنة. وكان طلحة آدم كثير الشعر، حسن الوجه، أبيض يميل إلى الحمرة، قال ابن منده: «كان رجلا آدم، كثير الشعر، ليس بالجعد القطط ولا بالسبط، حسن الوجه، إذا مشى أسرع، ولا يغير شعره.»، وعن موسى بن طلحة قال: «كان أبي أبيض يضرب إلى الحمرة، مربوعًا، إلى القصر هو أقرب، رحب الصدر، بعيد ما بين المنكبين، ضخم القدمين، إذا التفت التفت جميعًا.»

## إسلامه

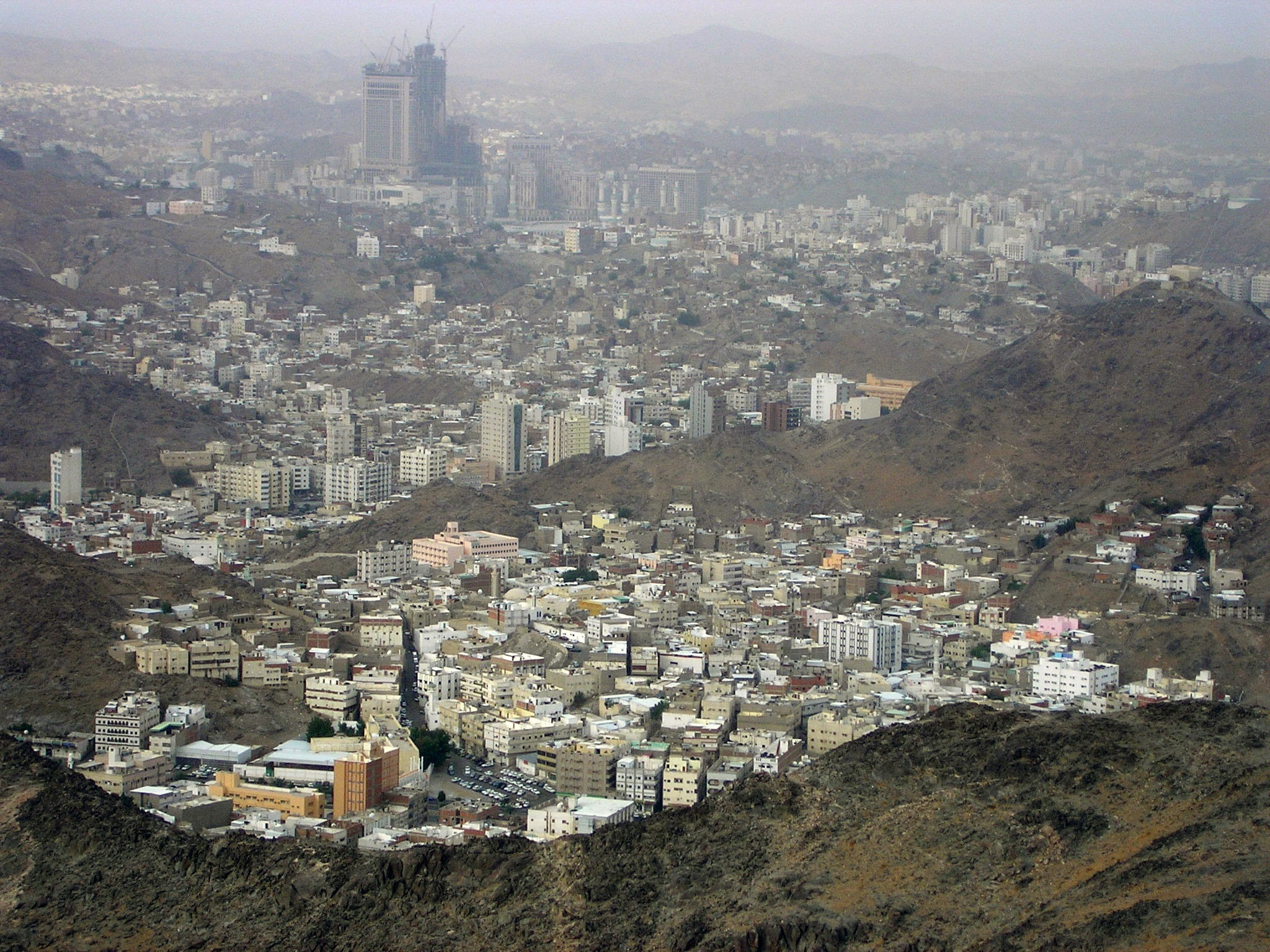
منظر كاشف لمكة من على متن جبل النور.

كان طلحة بن عبيد الله من السابقين الأولين، وأحد الثمانية الذين سبقوا إلى الإسلام، حيث كان من الذين أسلموا على يد أبي بكر الصديق، قال ابن إسحاق: «فَأَسْلَمَ عَلَى يَدَيْهِ - يعني أَبي بَكْرٍ - فِيمَا بَلَغَنِي: الزُّبَيْرُ بْنُ الْعَوَّامِ، وَعُثْمَانُ بْنُ عَفَّانَ، وَطَلْحَةُ بْنُ عُبَيْدِ اللَّهِ، وَسَعْدٌ، وَعَبْدُ الرَّحْمَنِ بْنُ عَوْفٍ، فَانْطَلَقُوا حَتَّى أَتَوْا رَسُولَ اللَّهِ ﷺ وَسَلَّمَ وَمَعَهُمْ أَبُو بَكْرٍ، فَعَرَضَ عَلَيْهِمُ الإِسْلامَ، وَقَرَأَ عَلَيْهِمُ الْقُرْآنَ، وَأَنْبَأَهُمْ بِحَقِّ الإِسْلامِ، وَبِمَا وَعَدَهُمُ اللَّهُ مِنَ الْكَرَامَةِ، فَآمَنُوا وَأَصْبَحُوا مُقِرِّينَ بِحَقِّ الإِسْلامِ، فَكَانَ هَؤُلاءِ النَّفَرُ الثَّمَانِيَةُ الَّذِينَ سَبَقُوا إِلَى الإِسْلامِ، فَصَلَّوْا وَصَدَّقُوا رَسُولَ اللَّهِ ﷺ وَآمَنُوا بِمَا جَاءَ مِنْ عِنْدِ اللَّهِ»

ويروي إبراهيم بن محمد بن طلحة قصة إسلامه جده فيقول:
| طلحة بن عبيد الله | قال طلحة بن عُبيد الله حضرتُ سوقَ بُصْرى فإذا راهبٌ في صومعته يقول: سَلوا أهل هذا الموسم أفيهم أحدٌ من أهل الحَرَم؟ قال طلحة: فقلتُ نعم أنا، فقال: هل ظَهَرَ أحْمَدُ بعدُ؟ قال قلتُ: ومَنْ أحمد؟ قال: ابن عبد الله بن عبد المطّلب، هذا شهره الذي يخرج فيه وهو آخر الأنبياء ومخرجه من الحرم ومُهاجَرُه إلى نَخْلٍ وحَرّةٍ وسِباخٍ، فإيّاكَ أنْ تُسْبَقَ إليه، قال طلحة: فوقع في قلبي ما قال فخرجتُ سريعًا حتّى قدمتُ مكّة فقلتُ: هل كان مِنْ حَدَثٍ؟ قالوا: نعم محمّد بن عبد الله الأمين تنبّأ وقد تبعه ابن أبي قُحافة، قال فخرجتُ حتّى دخلتُ على أبي بكر فقلت: أتَبِعْتَ هذا الرّجل؟ قال: نعم فانطلقْ إليه فادخل عليه فاتْبَعْه فإنّه يدعو إلى الحقّ. فأخبَرَه طلحة بما قال الرّاهب فخرج أبو بكر بطلحة فدخل به على رسول الله ﷺ، فأسْلَم طلحة وأخبر رسول الله بما قال الرّاهب فسُرّ رسول الله ﷺ، بذلك فلمّا أسلَم أبو بكر وطلحة بن عُبيد الله أخذهما نَوفل بن خُويلد بن العَدَويّة فشَدّهما في حبلٍ واحدٍ ولم يمنعهما بنو تيم، وكان نَوفل بن خُويلد يُدْعى أسدَ قريش فلذلك سُمّي أبو بكر وطلحة القَرينَين. | طلحة بن عبيد الله |

ولمّا أَسلم طلحةُ آخى النبي بَيْنَه وبين الزبير بن العوام بمكة قبل الهجرة إلى المدينة، ولم يهاجر طلحة إلى الحبشة لأنه كان من أكابر قريش، فلم يكن يناله من العذاب ما ينال ضعفاء المسلمين، فلم يحتج للهجرة إلى الحبشة؛ وكذلك أبو بكر الصديق، حيث كانا من بني تيم وهي قبيلة كبيرة لها مَنَعَة،

### هجرته إلى المدينة

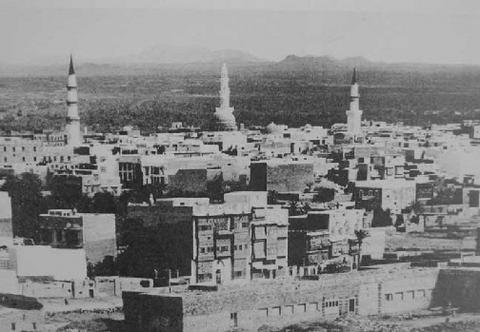
منظر عام للمدينة المنورة قديمًا.

هاجر طلحة إلى المدينة المنورة بعد هجرة النبي محمد، حيث كان في تجارة في الشام، وفي طريق عودته إلى مكة لقي النبي وأبي بكر وهما في طريقهما إلى يثرب، فكساهما من ثياب الشام، ثم عاد إلى مكة وأخذ أهل بيت أبي بكر وخرجوا مهاجرين إلى المدينة، فعن سعد بن أبي وقاص قال: «لَمَّا ارْتَحَلَ رَسُولُ اللَّهِ ﷺ مِنَ الْخَرَّارِ فِي هِجْرَتِهِ إِلَى الْمَدِينَةِ، فَكَانَ الْغَدُ لَقِيَهُ طَلْحَةُ بْنُ عُبَيْدِ اللَّهِ جَائِيًا مِنَ الشَّامِ فِي عِيرٍ، فَكَسَا رَسُولُ اللَّهِ ﷺ وَأَبَا بَكْرٍ مِنْ ثِيَابِ الشَّامِ، وَخَبَّرَ رَسُولَ اللَّهِ ﷺ أَنَّ مِنَ الْمَدِينَةِ مِنَ الْمُسْلِمِينَ قَدِ اسْتَبْطَئُوا رَسُولَ اللَّهِ ﷺ، فَعَجَّلَ رَسُولُ اللَّهِ ﷺ السَّيْرَ، وَمَضَى طَلْحَةُ إِلَى مَكَّةَ حَتَّى فَرَغَ مِنْ حَاجَتِهِ، ثُمَّ خَرَجَ بَعْدَ ذَلِكَ مَعَ آلِ أَبِي بَكْرٍ، فَهُوَ الَّذِي قَدِمَ بِهِمُ الْمَدِينَةَ.»
ولمّا هاجر طلحة بن عُبيد الله إلى المدينة نزل على أسعد بن زرارة، وآخى النبي بينه وبين أبي أيوب الأنصاري، وهو القول الأشهر، وقيل بينه وبين كعب بن مالك، وقيل بينه وبين سعيد بن زيد، وقيل بينه وبين أبي بن كعب بن قيس. ورُوِى أن النبي محمد اختار له موضع داره، فعن عُبيد الله بن عبد الله بن عُتبة قال: «جعل رسول الله ﷺ، لطلحة موضع داره.»

## غزواته في العهد النبوي
| «لم يبقَ مع النبيِّ ﷺ، في بعضِ تلك الأيامِ التي قاتل فيهنَّ رسولُ اللهِ ﷺ، غيرُ طلحةَ وسعدٍ. عن حديثهما.» |
| — أبو عثمان النهدي                                                                            |

| «رأيتُ يدَ طلحة شلاّء وقَى بها رسول الله ﷺ يوم أحُد.» |
| — قيس بن أبي حازم                                |

| «كَانَ أَبُو بَكْرٍ إِذَا ذُكِرَ يَوْمُ أُحُدٍ قَالَ: ذَلِكَ يَوْمٌ كُلُّهُ لِطَلْحَةَ.» |
| — عائشة بنت أبي بكر                                   |

| «جُرح أبونا يوم أُحُد أربعًا وعشرين جراحة، وقع منها في رأسه شَجّةٌ مربّعة وقُطِعَ نَساه، وشَلّت إصبعه، وسائر الجراح في سائر جسده، وقد غلبه الغَشيُ ورسول الله ﷺ مكسورة رباعيّتاه مشجوج في وجهه، قد عَلاَه الغشي وطلحة محتمله يَرْجِعُ به القَهْقَرى، كُلّما أدركه أحدٌ من المشركين قاتَلَ دونه حتّى أسنده إلى الشِّعْب.» |
| — أم إسحاق بنت طلحة بن عبيد الله |

| « بايع رسولُ الله ﷺ عصابةً من أصحابه على الموت يوم أحُد حين انهزم المسلمون، فصبروا، وجعلوا يبذلون نفوسَهم دونه حتى قُتل منهم مَنْ قُتل، فعد فيمن بايع على ذلك جماعةً، منهم: أبو بكر، وعمر، وطلحة، والزبير، وسعد، وسهل بن حُنَيف، وأبو دُجانة.» |
| — سعد بن عبادة |

شارك طلحة في جميع الغزوات والمشاهد ما عدا غزوة بدر، حيث بعثه النبي محمد في غزوة العشيرة قبل غزوة بدر لتفقّد عير قريش القافلة من الشام، فقيل: «بَعَثَ رسول الله ﷺ سَرِيَّةً فِي عَشَرَةٍ، فِيهِمْ طَلْحَةُ، فَقَالَ: شِعَارُكُمْ يَا عَشَرَةُ»، وأبلى طلحة بلاءً حسنًا في غزوة أحد، وشارك في غزوة الخندق، وحضر صلح الحديبية، وبايع بيعة الرضوان، وعن موسى بن طلحة عن أَبيه طلحة قال: «سماني رسول الله ﷺ يوم أَحد طلحة الخَيْرِ، ويوم العُسْرة طلحة الفَيَّاض، ويوم حنين طلحة الجُود.»

### غزوة بدر
لم يشهد طلحة غزوة بدر ولكن ضرب له النبي محمد سهمه، واُختلِف في سبب تخلفه عن الغزوة، فقال الزبير بن بكار أنه كان في تجارة بالشام عندما وقعت الغزوة، بينما قال الواقدي وغيره - وهو الأشهر - أن النبي محمد أرسله مع سعيد بن زيد ليتحسّبا خبر عير قريش القافلة من الشام، فخرجا حتّى بلغا الحوراء، فلم يزالا مقيمين هناك حتّى مَرّت بهما العِير، ولكن بلغ النبي محمد الخبر قبل رجوع طلحة وسعيد إليه، فنَدَبَ أصحابه وجهز جيشًا لملاقاة القافلة، ولكن استطاعت القافلة الإفلات، ثم عاد طلحة بن عُبيد الله وسعيد بن زيد إلى المدينة المنورة ليُخبرا النبي عن خبر العير؛ ولم يَعْلَما بخروجه، فَقَدِمَا المدينة في اليوم الذي حدثت فيه المعركة بين المسلمين وقريش ببدر، فخرجا من المدينة فلقياه النبي مُنْصَرِفًا من بدر، فلم يشهد طلحة وسعيد غزوة بدر لذلك، فضرب لهما النبي بسهامهما وأجورهما في غزوة بدر فكانا كَمَنْ شَهِدَها. فعن موسى بن عقبة قال: «وَقَدِمَ طَلْحَةُ بْنُ عُبَيْدِ اللَّهِ مِنَ الشَّامَ، بَعْدَمَا رَجَعَ رَسُولُ اللَّهِ ﷺ مِنْ بَدْرٍ، فَكَلَّمَ رَسُولَ اللَّهِ ﷺ فِي سَهْمِهِ، فَقَالَ: لَكَ سَهْمُكَ، قَالَ: وَأَجْرِي يَا رَسُولَ اللَّهِ ؟ قَالَ: وَأَجْرُكَ»

### غزوة أحد

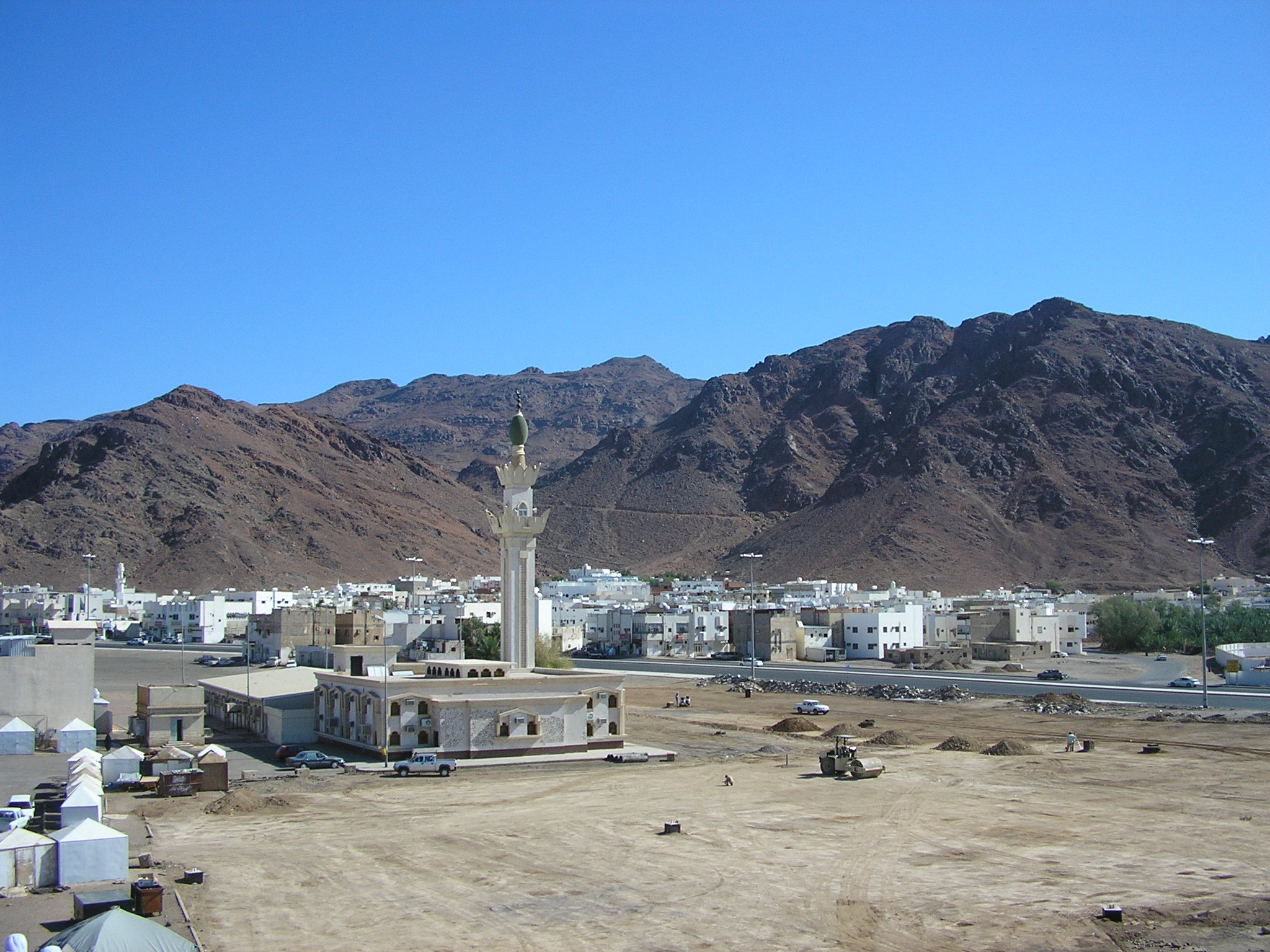
صورة حديثة لجبل أحد الذي دارت عنده غزوة أحد

شهد طلحة بن عبيد الله غزوة أحد مع النبي محمد، وكان فيمن ثَبَتَ معه يومئذ حين ولّى النّاس، وبايعه على الموت، ودافع عنه حتى شُلَّت يده، فلما ولى الناس كان مع النبي محمد اثنى عشر رجلًا، وكان منهم طلحة، فأردكهم مجموعة من جيش قريش تريد قتل النبي محمد، فقال النبي محمد: «من للقوم؟» قال طلحة: «أنا»، فرفض النبي أن يخرج لهم طلحة وقال له: «كما أنت»، فقال رجل: «أنا»، قال: «أنت»، فقاتل حتى قتل، ثم قال: «من لهم؟» قال طلحة: «أنا»، قال: «كما أنت»، فقال، رجل من الأنصار: «أنا»، قال: «أنت»، فقاتل حتى قتل، فلم يزل كذلك حتى لم يبق مع النبي محمد إلا طلحة، فقال: «من للقوم؟» قال طلحة: «أنا»، يقول جابر بن عبد الله: «فقاتل طلحة قتال الأحد عشر  حتى قطعت أصابعه، فقال: حس، فقال رسول الله ﷺ: لو قلت باسم الله لرفعتك الملائكة والناس ينظرون. ثم رد الله المشركين.»

وأثناء دفاع طلحة عن النبي محمد، رمى مالك بن زهير سهمًا فاتّقى طلحة السهم بيده عن وجه النبي محمد، فأصاب يده فََشَلّت، وأُصيب في رأسه، ضَرَبهُ رجلٌ من قريش ضَرْبَتَينِ، ضَرْبَةً وهو مقبل وضربة وهو مُعْرِض عنه، فنُزِفَ منها الدمُ، فكان ضرار بن الخطاب بن مرداس الفهري يقول: «أنا والله ضربتُه يومئذٍ.» وأُصيب أنفُ النّبيّ ورَباعيّتُه، وضرب طلحة ضربات عديدة حتى قيل أنها حوالي خمسٍ وسبعين أو سبعٍ وثلاثين ضربةً، فعن موسى بن طلحة: «رجع طلحة يومئذٍ بخمسٍ وسبعين أو سبعٍ وثلاثين ضربةً، رُبّعَ فيها جبينه، وقُطعَ نَساه، وشَلّت إصبعه التي تلي الإبهام.» وأراد النبي محمد الصعود على صخرة، وكان ظاهرَ بين دِرْعين فلم يستطع النّهوض، فحمله طلحة على ظهره إلى الصخرة، فقال النبي محمد: «أَوْجَبَ طلحةُ» وبعدما انتهت المعركة، كان طلحة قد أُغمَى عليه وأصابه الغَشي، فأمر النبي أبا بكر الصديق وأبا عبيدة بن الجراح بإصلاح شأن طلحة وتطييب جراحه، فيقول أبو بكر الصديق:
| طلحة بن عبيد الله | كُنْتُ أَوَّلَ مَنْ فَاءَ يَوْمَ أُحُدٍ، فَقَالَ لِي رَسُولُ اللَّهِ ﷺ وَلِأَبِي عُبَيْدَةَ بْنِ الْجَرَّاحِ، قَالَ: «عَلَيْكُمَا صَاحِبُكُمَا» يُرِيدُ طَلْحَةَ، وَقَدْ نَزَفَ فَأَصْلَحْنَا مِنْ شَأْنِ النَّبِيِّ ﷺ ثُمَّ أَتَيْنَا طَلْحَةَ فِي بَعْضِ تِلْكَ الْجِفَارِ، فَإِذَا بِهِ بِضْعٌ وَسَبْعُونَ بَيْنَ طَعْنَةٍ وَرَمْيَةٍ، وَضَرْبَةٍ، وَإِذَا إِصْبَعُهُ قُطِعَتْ فَأَصْلَحْنَا مِنْ شَأْنِهِ. | طلحة بن عبيد الله |

ثم أخذ النبي محمد يتفاخر بطلحة، فقال: «قَالَ رَسُولُ اللَّهِ ﷺ: لَقَدْ رَأَيْتُنِي يَوْمَ أُحُدٍ وَمَا فِي الأَرْضِ قُرْبِي مَخْلُوقٌ غَيْرَ جِبْرِيلَ عَنْ يَمِينِي، وَطَلْحَةُ عَنْ يَسَارِي»، فأنشد طلحة يقول:
وأنشد حسان بن ثابت في ذلك شعرًا:

## في عهد الخلفاء الراشدين
لما مات النبي محمد كان طلحة ممن بايع أبي بكر الصديق، وأقام معه تحت حكمه، واعترض طلحة على استخلاف أبي بكر لعمر بن الخطاب من بعده، حيث كان يرى أن عمر كان غليظًا في تعامله مع الناس، فذهب إلى أبي بكر وقال له: «اسْتَخْلَفْتَ عَلَى النَّاسِ عُمَرَ، وَقَدْ رَأَيْتَ مَا يَلْقَى النَّاسُ مِنْهُ وَأَنْتَ مَعَهُ، فَكَيْفَ بِهِ إِذَا خَلا بِهِمْ، وَأَنْتَ لاقٍ رَبَّكَ فَسَائِلُكَ عَنْ رَعِيَّتِكَ»، فجلس أبو بكر - وكان مضطجعًا -، وقَالَ لِطَلْحَةَ: «أَبِاللَّهِ تُفَرِّقُنِي، أَمْ بِاللَّهِ تُخَوِّفُنِي، إِذَا لَقِيتُ اللَّهَ رَبِّي فَسَاءَلَنِي، قُلْتُ: اسْتَخْلَفْتُ عَلَى أَهْلِكَ خَيْرَ أَهْلِكَ».

### الشورى بعد وفاة عمر
كان طلحة من أصحاب الشورى الستة الذين اختاروا الخليفة بعد عمر بن الخطاب، فلما طُعِن عمر بن الخطاب ودنت وفاته، أوصى بأن يكون الأمر شورى بعده في ستة ممن توفي النبي محمد وهو عنهم راضٍ، وهم: عثمان بن عفان، علي بن أبي طالب، طلحة بن عبيد الله، الزبير بن العوام، عبد الرحمن بن عوف، وسعد بن أبي وقاص. ورفض تسمية أحدهم بنفسه، وأمرهم أن يجتمعوا في بيت أحدهم ويتشاوروا، كما أمر بحضور ابنه عبد الله بن عمر مع أهل الشورى ليشير بالنصح دون أن يكون له من الأمر شيئًا، ثم أوصى صهيب بن سنان أن يصلي بالمسلمين ثلاثة أيام حتى تنقضي الشورى. ومات عمر بن الخطاب بعد ثلاثة أيام من طعنه، ودُفن يوم الأحد أول محرم سنة 24 هـ، الموافقة لسنة 644 م، بالحجرة النبوية إلى جانب أبي بكر الصديق والنبي محمد، وكان عمره خمسًا وستين سنة. وكانت خلافته عشر سنين وستة أشهر وأربعة أيام وقيل عشر سنين وخمسة أشهر وإحدى وعشرين ليلة،
بعد الانتهاء من دفن عمر بن الخطاب ذهب أهل الشورى إلى الاجتماع في بيت عائشة بنت أبي بكر، وقيل إنهم اجتمعوا في بيت فاطمة بنت قيس الفهرية أخت الضحاك بن قيس. وعندما اجتمع أهل الشورى قال لهم عبد الرحمن بن عوف: «اجعلوا أمركم إلى ثلاثة منكم»، فقال الزبير: «جعلت أمري إلى علي»، وقال طلحة: «جعلت أمري إلى عثمان»، وقال سعد: «جعلت أمري إلى عبد الرحمن بن عوف»، وأصبح المرشحون الثلاثة علي بن أبي طالب، وعثمان بن عفان، وعبد الرحمن بن عوف، فقال عبد الرحمن: «أيكما تبرأ من هذا الأمر فنجعله إليه والله عليه والإسلام لينظرن أفضلهم في نفسه» فأسكت الشيخين، فقال عبد الرحمن بن عوف: «أفتجعلونه إليَّ والله على أن لا آلو عن أفضلكما»، قالا: «نعم».
وأخذ عبد الرحمن بن عوف يستشير المسلمين، وبعد صلاة صبح يوم البيعة (اليوم الأخير من شهر ذي الحجة 23 هـ/ 6 نوفمبر 644م) أعلن عبد الرحمن البيعة لعثمان بن عفان وقال: «أما بعد، يا علي إني قد نظرت في أمر الناس فلم أراهم يعدلون بعثمان، فلا تجعلن على نفسك سبيلاً»، فقال عبد الرحمن مخاطباً عثمان: «أبايعك على سنة الله ورسوله والخليفتين من بعده»، فبايعه عبد الرحمن وبايعه الناس المهاجرون والأنصار وأمراء الأجناد والمسلمون.

## موقعة الجمل ومقتله

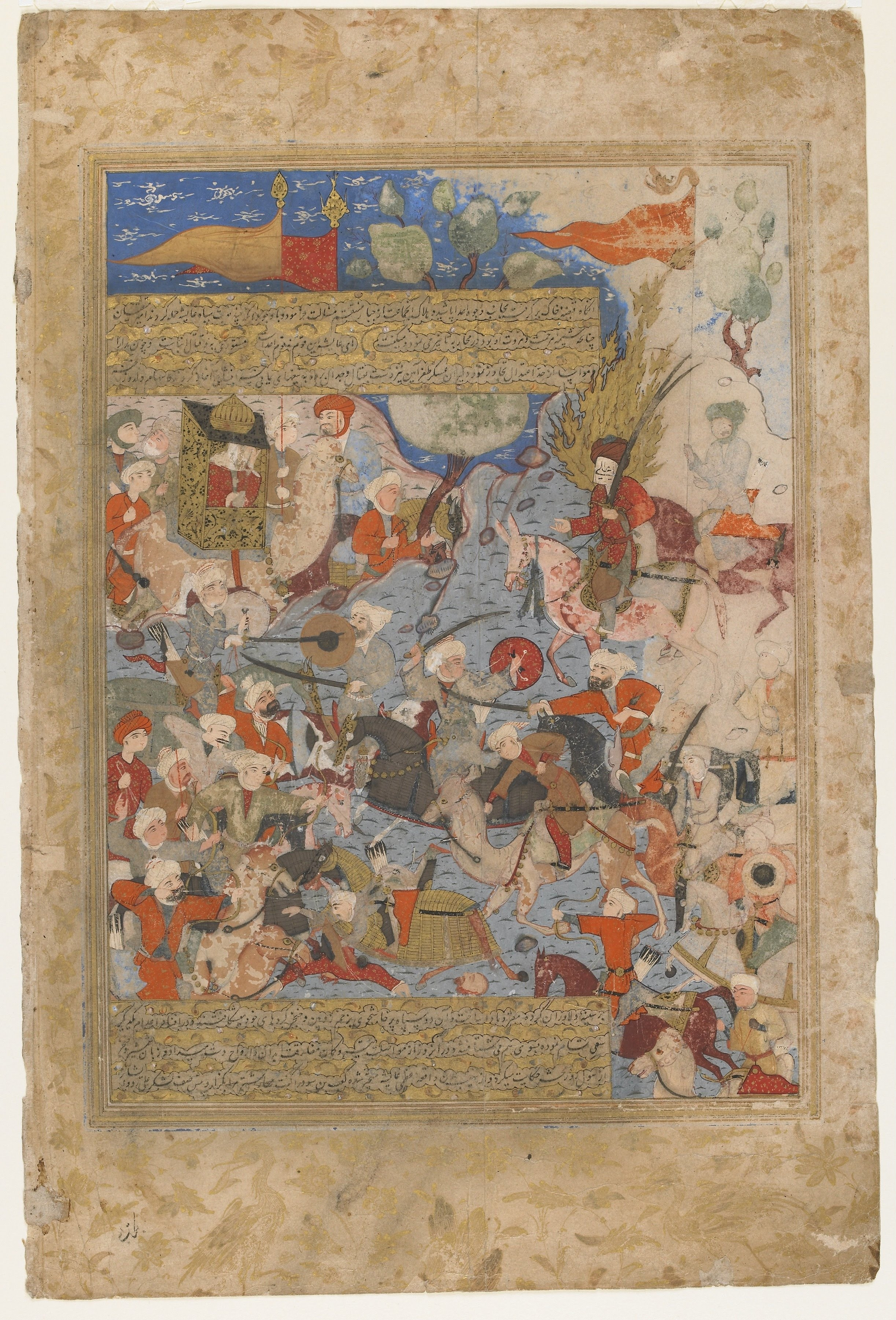
رسم تُركي عُثماني لموقعة الجمل، وقد غُطي وجه كلًا من عائشة وعليّ باللون الأبيض.

كان طلحة أول من بايع عثمان بن عفان؛ حيث بايعه في مجلس الشورى، ثم كان من جملة أنصار عثمان بن عفان في الفتنة، فلما قُتِل عثمان؛ ندم على ترك نصرته وقال: «إنا داهنا في أمر عثمان، فلا نجد اليوم أمثل من أن نبذل دماءنا فيه، اللهم خذ لعثمان مني اليوم حتى ترضى.» ثم بايع علي بن أبي طالب، فيقال: «إن أول من بايعه كان طلحة بيده اليمنى وكانت شلاّء من يوم أحد»، وبعدما بايع علي بن أبي طالب؛ طلب منه طلحة والزبير تعجيل إقامة القصاص، واقترحا أن يخرجا للبصرة والكوفة، فقال طلحة: «دعني فلآت البصرة فلا يفجئك إلا وأنا في خيل»، وقال الزبير: «دعني آت الكوفة فلا يفجئك إلا وأنا في خيل»، فأمرهما علي بالتريّث. وبعد مرور أربعة أشهر من مقتل عثمان؛ خرج الزبير وطلحة معتمرين إلى مكة والتقوا بعائشة بنت أبي بكر وكان وصولهما إلى مكة في ربيع الآخر سنة 36 هـ، ودعوا الناس إلى الأخذ بثأر عثمان.
ثم قرروا الخروج إلى البصرة ثم الكوفة، والاستعانة بأهلها على قتلة عثمان منهم أو من غيرهم ثم يدعون أهل الأمصار الأخرى لذلك، ولما وصلوا البصرة؛ أرسل لهم والي البصرة عثمان بن حنيف الأنصاري يسألهم عن سبب قدومهم، فأرسل إليهم كلا من عمران بن حصين وأبي الأسود الدؤلي، فذهبا إلى عائشة فقالا: «إن أميرنا بعثنا إليك نسألك عن مسيرك فهل أنت مخبرتنا» فقالت: «والله ما مثلي يسير بالأمر المكتوم، ولا يغطي لبنيه الخبر، إن الغوغاء من أهل الأمصار ونزاع القبائل غزوا حرم رسول الله ﷺ وأحدثوا فيه الأحداث وآووا فيه المحدثين، واستوجبوا فيه لعنة الله ولعنة رسوله مع ما نالوا من قتل إمام المسلمين بلا ترة ولا عذر، فاستحلوا الدم الحرام فسفكوه، وانتهبوا المال الحرام، وأحلوا البلد الحرام، والشهر الحرام، ومزقوا الأعراض والجلود، وأقاموا في دار قوم كانوا كارهين لمقامهم ضارين مضرين غير نافعين ولا متقين لا يقدرون على امتناع ولا يأمنون، فخرجت في المسلمين أعلمهم ما أتى هؤلاء القوم وما فيه الناس وراءنا وما ينبغي لهم أن يأتوا في إصلاح هذا، وقرأت: ﴿لاَّ خَيْرَ فِي كَثِيرٍ مِّن نَّجْوَاهُمْ إِلاَّ مَنْ أَمَرَ بِصَدَقَةٍ أَوْ مَعْرُوفٍ أَوْ إِصْلاَحٍ بَيْنَ النَّاسِ﴾، ننهض في الإصلاح ممن أمر الله عز وجل وأمر رسول الله ﷺ الصغير والكبير والذكر والأنثى، فهذا شأننا إلى معروف نأمركم به ونحضكم عليه ومنكر ننهاكم عنه ونحثكم على تغييره»، فأتيا طلحة فقالا: «ما أقدمك»، قال: «الطلب بدم عثمان»، قالا: «ألم تبايع عليا»، قال «بلى، واللج على عنقي وما استقيل عليا إن هو لم يحل بيننا وبين قتلة عثمان»، ثم أتيا الزبير فقالا: «ما أقدمك»، قال: «الطلب بدم عثمان»، قالا: «ألم تبايع عليا»، قال «بلى، واللج على عنقي وما استقيل عليا إن هو لم يحل بيننا وبين قتلة عثمان».
ورأى عثمان بن حنيف أن يمنعهم من دخول البصرة حتى يأتي علي بن أبي طالب، فقام طلحة ثم الزبير يخطبان في أنصار المعسكرين، فأيدهما أصحاب الجمل، ورفضهما أصحاب عثمان بن حنيف. ثم قامت عائشة تخطب في المعسكرين، فثبت معها أصحاب الجمل، وانحازت إليها فرقة من أصحاب عثمان بن حنيف. وجاء حكيم بن جبلة العبدي - وكان من قتلة عثمان - وسب عائشة، وكان لا يمر برجل أو امرأة ينكر عليه أن يسب عائشة إلا قتله. فانتشب القتال، واقتتلوا قتالًا شديدًا، فقُتِل عددًا ممن شارك في قتل عثمان قُدِر بسبعين رجلًا، واستطاع الزبير وطلحة ومن معهما أن يسيطروا على البصرة، وتوجه الزبير إلى بيت المال، وأخلى سبيل عثمان بن حنيف.
وصل علي بن أبي طالب إلى ذي قار، وأرسل الرسل بينه وبين طلحة والزبير وعائشة، فأرسل القعقاع بن عمرو إليهم فقال لعائشة: «أي أماه، ما أقدمك هذا البلد؟»، فقالت: «أي بني الإصلاح بين الناس». فسعى القعقاع بن عمرو بين الفريقين بالصلح، واتفقا على الصلح، ولما عاد القعقاع إلى علي وأخبره بما فعل، فارتحل علي حتى نزل بحياهم، ولما نوى الرحيل قال: «وإني راحل غدا فارتحلوا، ألا ولا يرتحلن غدا أحد أعان على عثمان بشيء في شيء من أمور الناس، وليغن السفهاء عني أنفسهم»، فلما قال هذا اجتمع جماعة من قتلة عثمان كـالأشتر النخعي، وشريح بن أوفى، وعبد الله بن سبأ، فقال الأشتر: «قد عرفنا رأي طلحة والزبير فينا، وأما رأي علي فلم نعرفه إلا اليوم، فإن كان قد اصطلح معهم، فإنما اصطلح على دمائنا»، وقال عبد الله بن سبأ: « يا قوم إن عيركم في خلطة الناس، فإذا التقى الناس فانشبوا الحرب والقتال بين الناس، ولا تدعوهم يجتمعون.»
فأشعلوا القتال بين الطرفين، وحاول طلحة إيقاف القتال، فأخذ يقول وهو على دابته: «أيها الناس أنصتوا»، فلم ينصت له أحد، فقال: «أف! فراش النار، وذباب طمع.»، وقام كعب بن سور ومعه المصحف، وأخذ يناشدهم الفريقين للتوقف عن القتال حتى قتل، فأصاب طلحة سهمٌ في ركبته، فقطع من رجله عرق النَّسا، فلم يزل دمه ينزف حتى مات، فكان طلحة من أول قتيل. وقيل أن السهم أصابه في حلقه فقال فَقَالَ: بِسْمِ اللَّهِ ﴿وَكَانَ أَمْرُ اللَّهِ قَدَرًا مَقْدُورًا﴾ سورة الأحزاب:38، فكان مقتله سنة ست وثلاثين، ودُفِن بالبصرة فِي قَنْطَرَةِ قِرَةَ، وهو ابن ستين سنة، وقيل: ابن اثنتين وستين سنة، وقيل: ابن أربع وستين سنة.

### الاختلاف حول هوية قاتله
ذُكِر في عدة روايات تاريخية أن قاتل طلحة هو مروان بن الحكم، ومن هذه الروايات ما ذكره الذهبي في سير أعلام النبلاء فقال: «حدثنا إسماعيل بن أبي خالد عن قيس قال: رأيت مروان بن الحكم حين رمى طلحة يومئذ بسهم، فوقع في ركبته، فما زال ينسح حتى مات.» وقال: «أن مروان رمى طلحة بسهم فقتله، ثم التفت إلى أبان، فقال: قد كفيناك بعض قتلة أبيك.»، قال عبد الحميد الأزهري "مَن ذهَب إلى أنَّ مرْوان بن الحَكم هو قاتلُ طلحة بن عُبيد الله، منهم:ابن قتيبة، والبلاذري، وأحمد بن إسحاقَ اليعقوبي، وابن حِبَّان، والإسماعيلي، والمطهِّر بن طاهِر، وابن عبدالبر، والذَّهبي، والصَّفدي، وابن حجر العَسقلاني، والعيني، وابن تَغرِي بَرْدي، والسخاوي، وغيرهم، واستدلوا بوفرةِ وشُهرة الأدلَّة التي تناقلها المؤرِّخون"، ولكنّ رجَّح عددًا من المؤرخين والعلماء المسلمين والباحثين المعاصرين بطلان الرواية، وجمع علي الصلابي الأسباب التي استدلوا بها في بطلان هذه الرواية وهي:
| طلحة بن عبيد الله | 1. قول ابن كثير: «ويقال إن الذي رماه بهذا السهم مروان بن الحكم، وقد قيل: إن الذي رماه بهذا السهم غيره، وهذا عندي أقرب وإن كان الأول مشهورًا، والله أعلم.» 2. قول ابن العربي: «قالوا إن مروان قتل طلحة بن عبيد الله، ومن يعلم هذا إلا علام الغيوب، ولم ينقله ثبت.» 3. قول محب الدين الخطيب: «وهذا الخبر عن طلحة ومروان لقيط لا يُعرف أبوه ولا صاحبه.» 4. بطلان السبب الذي قيل أن مروان قتل طلحة من أجله، وهو اتهام مروان لطلحة بأنه أعان على قتل عثمان، وهذا السبب المزعوم غير صحيح؛ إذ إنه لم يثبت من طريق صحيح أن أحدًا من الصحابة قد أعان على قتل عثمان. 5. كون مروان وطلحة من صف واحد يوم الجمل وهو صف المنادين بالإصلاح بين الناس. 6. أن معاوية قد ولى مروان على المدينة ومكة، فلو صح ما بدر من مروان لما ولاه معاوية على رقاب المسلمين. 7. وجود رواية لمروان بن الحكم في صحيح البخاري، مع ما عرف عن البخاري من الدقة وشدة التحري في أمر من تُقبل روايته، فلو صح قيام مروان بقتل طلحة، لكان هذا سببًا كافيًا لرد روايته والقدح في عدالته. | طلحة بن عبيد الله |

### بعد مقتله

مرقد ومسجد طلحة بن عبيد الله في البصرة قبل تدميره.

رُوِى أن طلحة لما قُتِل ورآه علي بن أبي طالب مقتولًا؛ جعل علي يمسح التراب عن وجهه، وقال: «عَزيزٌ عليَّ، أَبا محمد، أَن أَراك مُجَدّلًا تحت نجوم السماءِ»، ثم قال: «إِلى الله أَشكو عجرِي وبُجرِي»، وترحم عليه، وقال: «ليتني متُّ قبل هذا اليوم بعشرين سنة»، وبكى هو وأَصحابه عليه، ورُوِى أن عليًا قال: «بشروا قاتل طلحة بالنار.» ودُفِن طلحة بالبصرة فِي قَنْطَرَةِ قِرَةَ، ويُروى أَنّ رجلًا رأى طلحة في رؤية بعد وفاته يقولَ له: «حَوِّلُونِي عَنْ قَبْرِي، فَقَدْ آذَانِي الْمَاءُ، ثُمَّ رَآهُ أَيْضًا حَتَّى رَآهُ ثَلاثَ لَيَالٍ، فَأَتَى ابْنَ عَبَّاسٍ فَأَخْبَرَهُ فَنَظَرُوا، فَإِذَا شِقُّهُ الَّذِي يَلِي الأَرْضَ قَدِ اخْضَرَّ مِنَ نَزِّ الْمَاءِ، فَحَوَّلُوهُ. قَالَ: فَكَأَنِّي أَنْظُرُ إِلَى الْكَافُورِ بَيْنَ عَيْنَيْهِ لَمْ يَتَغَيَّرْ إِلا عَقِيصَتُهُ فَإِنَّهَا مَالَتْ عَنْ مَوْضِعِهَا»، وروى سعيد بن المسيب: «أَن رجلًا كان يَقَع في علي وطلحة والزبير، فجعل سعد بن مالك ينهاه، ويقول: لا تقع في إِخواني، فأَبى، فقام سعد فصلى ركعتين، ثم قال: اللهم إِن كان مُسْخِطًا لك فيما يقول فأَرني فيه آفة، واجعله للناس آيه، فخرج الرجل فإِذا هو ببخْتيّ يشق الناس، فأَخذه بالبلاط، فوضعه بين كرْكرَته والبلاط، فسحقه حتى قتله، فأَنا رأَيت الناس يَتْبَعون سعدًا ويقولون: هنيئًا لك أَبا إِسحاق، أُجيبت دعوتك.»
وقد قامت وزارة الأوقاف والشؤون الدينية في العراق ببناء مسجد سنة 1973م قرب مرقد قبرهِ في محافظة البصرة، وقامت مجموعة مسلّحة سنة 2006م بتفجير المرقد بعبوات ناسفة، ولم يتبقَ منهُ إلا شاهد قبرهِ.

## روايته للحديث
روى طلحة بن عبيد الله عدة أحاديث عن النبي، فله في مسند بقي بن مخلد بالمكرر ثمانية وثلاثون حديثًا، وله حديثان متفق عليهما، وانفرد له البخاري بحديثين، ومسلم بثلاثة أحاديث. حدث عنه بنوه: يحيى، وموسى، وعيسى، والسائب بن يزيد، ومالك بن أوس بن الحدثان، وأبو عثمان النهدي، وقيس بن أبي حازم، ومالك بن أبي عامر الأصبحي، والأحنف بن قيس التميمي، وأبو سلمة بن عبد الرحمن، وآخرون. وسأله رجل عن كثرة رواية أبي هريرة عن النبي محمد فقال له: «مَا أَشُكُّ أَنْ يَكُونَ قَدْ سَمِعَ مِنْ رَسُولِ اللَّهِ ﷺ مَا لَمْ نَسْمَعْ وَسَأُخْبِرُكَ عَنْ ذَلِكَ، كُنَّا قَوْمًا لَنَا غَنَاءٌ وَبُيُوتَاتٌ، وَكُنَّا إِنَّمَا نَأْتِي رَسُولَ اللَّهِ ﷺ طَرَفَيِ النَّهَارِ أَوَّلُهُ وَآخِرُهُ، وَكَانَ أَبُو هُرَيْرَةَ مِسْكِينًا لَا أَهْلَ لَهُ وَلَا مَالٌ إِنَّمَا يَدُهُ مَعَ يَدِ رَسُولِ اللَّهِ ﷺ يَأْكُلُ مَعَهُ حَيْثُ كَانَ فَوَاللَّهِ مَا نَشُكُّ أَنْ يَكُونَ سَمِعَ مِنْ رَسُولِ اللَّهِ ﷺ مَا لَمْ نَسْمَعْ.»

## ثراؤه وكرمه
كان طلحة ذو ثراء فكان غلته كل يوم ألف ألف، فكان غلته بالعراق أربع مائة ألف، وغلته بالسراة نحو عشرة آلاف دينار، وبالأعراض له غلاّتٌ، ولما مات ترك ألفي ألف درهم ومائتي ألف درهم، ومن الذهب مائتي ألف دينار، وثلاث مائة حمل من الذهب، وقوام أصوله وعقاره ثلاثين ألف ألف درهم. وكان يشتهر بكرمه وكثرة إنفاقه وصدقاته، تقول زوجته سعدى بنت عوف: «كَانَتْ غَلَّةُ طَلْحَةَ كُلَّ يَوْمٍ أَلْفًا وَافِيًا، وَكَانَ يُسَمَّى طَلْحَةُ الْفَيَّاضُ، وَلَقَدْ تَصَدَّقَ يَوْمًا بِمِائَةِ أَلْفٍ.»، فرُوِى أنه فدى عشرة من أسارى غزوة بدر بماله، وتصدّق مرّةً بحائط كان قد اشتراه بسبع مائة ألف، وفي غزوة ذي قرد اشترى بئرًا وأطعم الناس فقال له النبي محمد: «أَنْتَ طَلْحَةُ الْفَيَّاضُ»، وباع أرضًا له بسبع مائة ألف، فبات مهمومًا من مخافة ذلك المال، فلم أصبح فرق المال كله، وكان لا يدع أحدًا من بني تيم عائلًا إلا كفاه، وقضى دينه، وكان يرسل إلى عائشة إذا جاءت غلته كل سنة بعشرة آلاف، ولقد قضى دينًا عن رجل من بني تيم قدره ثلاثين ألفًا.

## أسرته

### زوجاته

شجرة أبناء وزوجات طلحة بن عبيد الله

ذكرت كتب السير أن طلحة بن عبيد الله تزوج زوجات عديدة، وكان من أزواجه أربع نسوة تزوج النبي محمد أخت كل منهن، فقال ابُن السَّكَنِ: «يقال: إن طلحة تزوَّج أربعَ نسوةٍ عند النبيّ ﷺ أخْتُ كل منهن: أم كلثوم بنت أبي بكر أخت عائشة، وحَمْنة بنت جحش أخت زينب، والفارعة بنت أبي سفيان أخت أم حبيبة، ورقيّة بنت أبي أمية أخت أم سلمة.»، ومن زوجات طلحة:
- حمنة بنت جحش وهي أخت زينب بنت جحش زوجة الرسول محمد، وأخت الصحابيين عبد الله بن جحش وأبو أحمد بن جحش، وكانت زوجة مصعب بن عمير الذي قُتِل في غزوة أحد، فتزوجها طلحة، وولدت له محمد السجّاد وعمران.[59]
- خولة بنت القعقاع كانت زوجة أبي الجهم بن حذيفة،[معلومة 6] فولدت له محمدًا، وتزوجها طلحة فولدت له موسى بن طلحة.[60][61]
- أم كلثوم بنت أبي بكر الصديق أمها حبيبة بنت خارجة، تُعد من تابعين، حيث وُلِدت بعد وفاة أبيها أبي بكر الصديق،[62] تزوجها طلحة فولدت له زكريا، ويوسف، وعائشة، فقتل عنها طلحة بن عبيد الله في موقعة الجمل. ثمّ تزوّجت بعده عبد الرحمن بن عبد الله بن أَبِي رَبِيعة بن المُغِيرة،[معلومة 7] فولدت له إبراهيم الأحول وموسى وأمّ حميد وأمّ عثمان.[63] وروى الترمذي:[2] «أتاه مال من حضرموت سبع مائة ألف، فبات ليلته يتململ. فقالت له زوجته: ما لك؟ قال: تفكرت منذ الليلة، فقلت: ما ظن رجل بربه يبيت وهذا المال في بيته؟ قالت: فأين أنت عن بعض أخلائك فإذا أصبحت، فادع بجفان وقصاع فقسمه. فقال لها: رحمك الله، إنك موفقة بنت موفق، وهي أم كلثوم بنت الصديق، فلما أصبح دعا بجفان، فقسمها بين المهاجرين والأنصار، فبعث إلى علي منها بجفنة، فقالت له زوجته: أبا محمد، أما كان لنا في هذا المال من نصيب؟ قال: فأين كنت منذ اليوم؟ فشأنك بما بقي. قالت: فكانت صرة فيها نحو ألف درهم.»
- أم أبان بنت عتبة بن ربيعة هي خالة معاوية بن أبي سفيان، وأخت هند بنت عتبة، كانت زوجة أبان بن سعيد بن العاص، فقتل عنها ب معركة أجنادين، فعادت إلى المدينة المنورة، فتقدم لخطبتها عمر بن الخطاب، وعلي بن أبي طالب، والزبير بن العوام، وطلحة بن عبيد الله، فاختارت طلحة، فتزوجها، وأنجبت له إسحاق،[64] ويعقوب، وإسماعيل،[14] قال موسى بن طلحة:[65] «خطب عمر بن الخطاب أم أبان بنت عتبة بن ربيعة بن عبد شمس، فأبته، فقيل لها: ولم؟ قالت: إن دخل دخل ببأس، وإن خرج خرج بيأس، قد أذهله أمر آخرته عن أمر دنياه، كأنه ينظر إلى ربه بعينه. ثم خطبها الزبير بن العوام، فأبته، فقيل لها: ولم؟ قالت: ليست لزوجه منه إلا شارة في قراملها. ثم خطبها علي، فأبت، فقيل لها: ولم؟ قالت: ليس لزوجه منه إلا قضاء حاجته، ويقول: كنت، وكنت. وكان، وكان. ثم خطبها طلحة بن عبيد الله، فقالت: زوجي حقاً ! قالوا: وكيف ذلك؟ قالت: إني عارفةً بخلائقه، إن دخل دخل ضحاكاً، وإن خرج خرج بساماً. إن سألت أعطى، وإن سكت ابتدأ، وإن عملت شكر، وإن أذنبت غفر. فلما أن ابتنى بها قال علي: يا أبا محمد، إن أذنت لي أن أكلم أم أبان، قال: كلمها، قال: فأخذ سجف الحجلة، ثم قال: السلام عليك يا غريرة نفسها، قالت: وعليك السلام، قال: خطبك أمير المؤمنين، وسيد المسلمين فأبيته؟ قالت: كان ذلك. قال: وخطبك الزبير ابن عمة رسول الله ﷺ، وأحد حوارييه فأبيته؟ قالت: وقد كان ذلك، قال: وخطبتك أنا، وقرابتي من رسول الله ﷺ؟ قالت: قد كان ذلك، قال: أما والله لقد تزوجت أحسننا وجهاً، وأبذلنا كفاً، يعطي هكذا وهكذا.»
- سُعدى بنت عوف المُريّّة لها صحبة، تزوجها طلحة وأنجب منها يحيى،[66] عيسى، روى عنها أنها قالت:[67] «دخلتُ على طلحة ذات يوم فقلت: ما لي أراك أرابك شيءٌ من أهلك فنُعْتِبَ؟ قال: نعم، حليلةُ المرءِ أنت ولكن عندي مال قد أهَمنّي أو غَمّني، قالت: اقْسِمْه. فدعا جاريته فقال: ادخلي على قومي. فأخَذَ يَقْسِمُهُ فسألتها: كم كان المال؟ فقالت: أربعمائة ألف.»
- أم الحارث بنت قسامة اسمها الْجَرْبَاءُ بِنْتُ قَسَامَةَ، من قبيلة طيء، قَدِمت علي النبي، فتزوجها طلحة بن عبد الله، فولدت له أم إسحاق.[68]
- الفَرْعة بنت عليّ سَبيّة من قبيلة بني تغلب، أنجبت له صالحًا.[14]
- قريبة بنت أبي أمية أخت أم سلمة زوجة النبي محمد، أنجبت له مريم.[69]
- أروى بنت ربيعة بن الحارث بن عبد المطلب، لم يذكرها أصحاب السير من زوجاته، ولكن ذكر ابن كثير في التفسير أنها كانت من زوجاته، فقال عند تفسيره للآية ﴿وَلَا تُمْسِكُوا بِعِصَمِ الْكَوَافِرِ﴾:[70] «وقال محمد بن إسحاق، عن الزهري: طلق عمر يومئذ قرِيبة بنت أبي أمية بن المغيرة، فتزوجها معاوية، وأمّ كلثوم بنت عمرو بن جرول الخزاعية، وهي أمّ عبيد الله، فتزوجها أبو جهم بن حذيفة بن غانم رجل من قومه وهما على شركها. وطلّق طلحة بن عبيد الله أروى بنت ربيعة بن الحارث بن عبد المطلب، فتزوجها بعده خالد بن سعيد بن العاص.»

### أبناؤه
كان لطلحة أحد عشر ولدًا وأربع بنات، وكان يُسمّي أبناءه بأسماء الأنبياء، فأولاده الذكور هم:
- محمد بن طلحة السجاد، أمه حمنة بنت جحش، أكبر أبناء طلحة،[معلومة 9] لُقِبَ بالسجَّاد لعبادته وتألهه، ولد في حياة النبي، وقتل شابًا مع أبيه في موقعة الجمل، وابنه إبراهيم بن محمد بن طلحة تابعيّ ومن رواة الحديث النبوي.[71]
- عمران بن طلحة، أمه حمنة بنت جحش، تابعيّ من الثقات، وقيل انقرض عَقِبة، ويقال ولد في حياة النبي.[72][73]
- موسى بن طلحة، أمه خولة بنت القعقاع، تابعيّ ومن رواة الحديث النبوي، قال أبو حاتم الرازي: «هو أفضل ولد طلحة بعد محمد»، تُوفى سنة 103 هـ.[74]
- يعقوب بن طلحة، أمه أم أبان بنت عتبة بن ربيعة، قال محمد بن سعد البغدادي: «كان سخيًا جوادًا، وقُتل يوم الحَرّة في ذي الحجةّ سنة ثَلَاثٍ وستين».[75]
- إسماعيل بن طلحة، أمه أم أبان بنت عتبة بن ربيعة، ولا عقب له.[15]
- إسحاق بن طلحة، أمه أم أبان بنت عتبة بن ربيعة، تزوج أمّ أُناس بنت أبي موسى الأشعري، وأنجب منها عبدَ الله، وأبا بكر، درج، وعبيدَ الله، وله من الأبناء أيضًا مُصْعَب، ومعاوية، ويعقوبَ، وحفصةَ، وأمَّ إسحاق.[73]

```
وَلِى خراج 
خراسان
 
لمعاوية
، فلما وصل إلى 
الري
 توفي سنة 
56 هـ
.
[
76
]
```

- زكريّاء بن طلحة، أمه أم كلثوم بنت أبي بكر الصديق، له من الأبناء: يحيَى، وعبيدَ الله وأمّهما العَيْطَل بنت خالد بن مالك، وأمَّ إسماعيل، وأمَّ يحيَى وأمّهما أمّ إسحاق بنت جَبَلة بن الحارث من كِنْدة، وأمَّ هارون وأمّها أمّ ولد.[75]
- يوسف بن طلحة، أمه أم كلثوم بنت أبي بكر الصديق.
- يحيى بن طلحة، أمه سُعدى بنت عوف، له من الأبناء: طلحَة وأمّه أمّ أبان، وإسحاقَ بن يحيَى وأمّه الحَسْناء بنت زبّار، وسلمة بن يحيَى، وعيسى، وسالمًا، وبلالًا، ومِهْجَع بن يحيَى ومسلمة وأمّ محمد، وأمّ حكيم وسُعْدى، وفاطمة وأمّهنّ سوْدة بنت عبد الرحمن بن الحارث[77]
- عيسى بن طلحة، أمه سُعدى بنت عوف، تابعيّ ومن رواة الحديث النبوي الثقات، وفد على معاوية بن أبي سفيان، وعاش إلى حدود سنة مئة،[78] وتوفى في خلافة عمر بن عبد العزيز.[77]
- صالح بن طلحة، أمه الفَرْعة بنت عليّ.

وأولاده البنات هم:
- عائشة بنت طلحة، أمها أم كلثوم بنت أبي بكر الصديق، روت أحاديث في الصحاح عن خالتها عائشة بنت أبي بكر، تزوّجها ابن خالها عبد الله بن عبد الرحمن بن أبي بكر الصدّيق ثمّ تزوجها مصعب بن الزبير بن العوام فقتل عنها، فتزوجها عمر بن عبيد الله بن معمر بن عثمان التَّيْمِي، فأصدقها ألف ألف درهم، توفيت حوالي سنة 110 هـ.[79]
- أم إسحاق بنت طلحة، أمها أم الحارث بنت قسامة، تزوجها الحسن بن علي، ثم خلف عليها الحسين بن علي، فولدت له فاطمة بنت الحسين بن علي.[15]
- الصعبة بنت طلحة، لم تذكر كتب السير اسم أمها.
- مريم بنت طلحة، أمها قريبة بنت أبي أمية وهي أخت أم سلمة.[69]

## الآراء حول طلحة

### نظرة أهل السنة والجماعة
يُعدّ طلحة بن عبيد الله أحد أكثر الشخصيات تبجيلاً عند أهل السنة والجماعة، حيث يرون أنه من السّابقين الأوّلين إلى الإسلام، وأحد الثمانية الذين سبقوا إلى الإسلام، وأنه من العشرة المبشرين بالجنة، وأحد الستة أصحاب الشورى الذين اختارهم عمر بن الخطاب ليختاروا الخليفة من بعده، وقد وردت أحاديث وآثار عديدة تبين فضل طلحة ومكانته، منها:
- عن أبي هريرة قال:[80] | طلحة بن عبيد الله | أن رسول الله كان على حراء، وأبو بكر، وعمر وعثمان، وعلي وطلحة، والزبير، فتحركت الصخرة، فقال رسول الله: " إهدأ فما عليك إلا نبي وصديق وشهيد ". | طلحة بن عبيد الله |
- عن عبد الرحمن بن عوف عن النبي أنه قال:[معلومة 10][81] | طلحة بن عبيد الله | أبو بكر في الجنة، وعمر في الجنة، وعثمان في الجنة، وعلي في الجنة، وطلحة في الجنة، والزبير في الجنة، وعبد الرحمن بن عوف في الجنة، وسعد بن أبي وقاص في الجنة، وسعيد بن زيد في الجنة وأبو عبيدة بن الجراح في الجنة. | طلحة بن عبيد الله |
- عن أبو عثمان النهدي قال:[26] | طلحة بن عبيد الله | لم يبقَ مع النبيِّ ﷺ، في بعضِ تلك الأيامِ التي قاتل فيهنَّ رسولُ اللهِ ﷺ، غيرُ طلحةَ وسعدٍ. عن حديثهما. | طلحة بن عبيد الله |
- عن موسى بن طلحة قال:[82] | طلحة بن عبيد الله | دخلتُ علَى معاويةَ، فقالَ: ألا أبشِّرُكَ ؟ سَمِعْتُ رسولَ اللَّهِ ﷺ يقولُ: طَلحةُ مِمَّن قضى نَحبَهُ | طلحة بن عبيد الله |
- عن جابر بن عبد الله بن عمرو بن حرام قال:[1] «قال رسول الله ﷺ: مَن سرَّهُ أن ينظرَ إلى شَهيدٍ يمشي على وَجهِ الأرضِ فلينظُر إلى طَلحةَ بنِ عُبَيْدِ اللَّهِ»
- عن طلحة بن عبيد الله:[83] | طلحة بن عبيد الله | أنَّ أصحابَ رسولِ اللَّهِ ﷺ قالوا لأعرابيٍّ جاهلٍ: سلْهُ عمَّن قَضى نحبَهُ من هوَ كانوا لا يجترِئونَ على مسألتِهِ يوقِّرونَهُ ويَهابونَهُ، فسألَهُ الأعرابيُّ فأعرضَ عنْهُ، ثمَّ سألَهُ فأعرضَ عنْهُ، ثمَّ سألَهُ فأعرضَ عنْهُ، ثمَّ إنِّي اطَّلعتُ مِن بابِ المسجدِ وعليَّ ثيابٌ خضرٌ، فلمَّا رآني النَّبيُّ ﷺ قالَ: أينَ السَّائلُ عمَّن قضى نحبَهُ قالَ: أنا يا رسولَ اللَّهِ، فقالَ رسولُ اللَّهِ هذا مِمَّن قَضى نحبَهُ | طلحة بن عبيد الله |
- قال الزبير بن العوام:[33] | طلحة بن عبيد الله | كان على رسولِ اللهِ ﷺ يومَ أُحُدٍ درعانِ فنهضَ إلى الصخرةِ فلم يستطع فأَقْعَدَ تحتَهُ طلحةَ فصعد النبيُّ صلَّى اللهُ عليهِ وسلَّمَ حتى استوى على الصخرةِ قال فسمعتُ النبيَّ ﷺ يقولُ أَوْجَبَ طلحةُ | طلحة بن عبيد الله |
- عن أبي هريرة قال:[34] | طلحة بن عبيد الله | قَالَ رَسُولُ اللَّهِ ﷺ: لَقَدْ رَأَيْتُنِي يَوْمَ أُحُدٍ وَمَا فِي الأَرْضِ قُرْبِي مَخْلُوقٌ غَيْرَ جِبْرِيلَ عَنْ يَمِينِي، وَطَلْحَةُ عَنْ يَسَارِي | طلحة بن عبيد الله |
- قَالَ الشَّعْبِيُّ:[56] | طلحة بن عبيد الله | أَدْرَكْتُ خَمْسَ مِائَةٍ مِنْ أَصْحَابِ النَّبِيِّ ﷺ، كُلُّهُمْ يَقُولُ: عُثْمَانُ وَعَلِيٌّ وَطَلْحَةُ وَالزُّبَيْرُ فِي الْجَنَّةِ. | طلحة بن عبيد الله |

### نظرة الشيعة الاثنا عشرية
يرى الشيعة الاثنا عشرية أن طلحة بن عبيد الله مات كافرًا لقتاله علي بن أبي طالب، وتروي كتب الشيعة قولًا منسوبًا لعلي يقول فيه: «ألا إن أئمة الكفر في الإسلام خمسة طلحة والزبير ومعاوية وعمرو بن العاص وأبو موسى الأشعري»، وأنه خرج إلى البصرة للغدر بعلي بن أبي طالب، فتروي كتب الشيعة عن علي أنه قال: «والله ما أرادا العمرة، ولكنهما أرادا الغدرة.»
وأن طلحة خذلَ عليَّ بن أبي طالب، وانحاز في صفّ عثمان بن عفّان في مجلس الشورى؛ وأنه كان من المشاركين في قتل عثمان، فيروي ابن أبي الحديد: «أنّه لمّا نزل طلحة البصرة أتاه عبد الله بن حكيم التميمي لكُتب كان كتبها إليه فقال لطلحة:يا أبا محمّد أما هذه كتبك إلينا؟ قال: بَلَى. قال: فكتبتَ أمس تدعونا إلى خلع عثمان وقتله، حتّى إذا قتلتهُ أتيتنا ثائراً بدمه، فلعمري ما هذا رأيك، إنّك لا تريد إلاّ هذه الدنيا، مهلا إذا كان هذا رأيكَ فلِمَ قبلتَ من علي ما عرض عليك من البيعة، فبايعته طائعاً راضياً ثمّ نكثتَ بيعتك، ثمّ جئتَ لتدخلنا في فتنتك»، ثم بايع عليًا بعد مقتل عثمان، لكن سرعان ما نكث البيعة والتحق بالزبير، وخرج إلى البصرة، فقتله مروان بن الحكم.

### معلومات
1. ↑  الآدم من الناس: الأسمر (لسان العرب، مادة: أدم) نسخة محفوظة 22 أغسطس 2016 على موقع واي باك مشين.
2. ↑  السبط من الشعر: المنبسط المسترسل، والقطط: الشديد الجعودة، أي كان شعره وسطا بينهما. (لسان العرب، مادة: سبط) نسخة محفوظة 22 أغسطس 2016 على موقع واي باك مشين.
3. ↑  مربوعًا: لا قصيرًا ولا طويلًا.(لسان العرب، مادة: ربع) نسخة محفوظة 22 أغسطس 2016 على موقع واي باك مشين.
4. ↑  عن محمّد بن إسماعيل بن أبي فُديك المدنيّ قال: أخبرنا عبد الله بن محمّد بن عمر بن عليّ بن أبي طالب عن أبيه: «أنّ النّبيّ ﷺ، حين آخى بين أصحابه آخى بين الزّبير وطلحة.» (الطبقات الكبير، جـ3، ص 93)
5. ↑  هي منازل بني الحارث بن الخزرج بعوالي المدينة وبينها وبين منزل النبي ميل (معجم البلدان، لياقوت الحموي جـ3، ص 265) نسخة محفوظة 16 أغسطس 2016 على موقع واي باك مشين.
6. ↑  أبو جهم بن حذيفة بن غانم بن عامر القرشي العدوي، أسلم عام الفتح، وصحب النبي، وكان معظماً في قريش مقدماً فيهم. وكان من المعمرين من قريش، شهد بنيان الكعبة مرتين، مرة في الجاهلية حين بنتها قريش، ومرة حين بناها عبد الله بن الزبير. توفي أيام معاوية بن أبي سفيان، وهو أحد الذين دفنوا عثمان بن عفان (أسد الغابة في معرفة الصحابة، لابن الأثير، ترجمة أبو جهم بن حذيفة) نسخة محفوظة 27 أغسطس 2016 على موقع واي باك مشين.
7. ↑  عبد الرحمن بن عبد الله بن أبي ربيعة المخزومي ذكره ابن سعد في الطبقة الأولى من التابعين من أهل المدينة وقال: كان من الرؤوس يوم الحرة. ونجا فلم يقتل ومات بعد ذلك (الطبقات الكبرى: 5/ 172) نسخة محفوظة 22 أغسطس 2016 على موقع واي باك مشين.
8. ↑  عن هشام بن عروة عن أبيه قال: «قال الزّبير بن العوّام إنّ طلحة بن عُبيد الله التيميّ يسمّي بَنيه بأسماءِ الأنبياء، وقد عَلمَ أنْ لا نبيّ بعد محمّد، وإني أُسمّي بَنيّ بأسماء الشهداء لعلّهم أن يُستَشْهَدوا.» (الطبقات الكبير، لابن سعد البغدادي، ترجمة الزبير بن العوام، جـ3، ص 93)
9. ↑  قال الذهبي: «كان محمد هذا أكبر أولاد أبيه قتل معه يوم الجمل وكان عابدًا نبيلًا ثم أفضلهم موسى صاحب الترجمة ثم عيسى بن طلحة ثم يحيى بن طلحة ثم يعقوب بن طلحة أحد الأجواد قتل يوم الحرة ثم زكريا بن طلحة سبط أبي بكر الصديق ثم إسحاق بن طلحة ثم عمران بن طلحة.» (سير أعلام النبلاء، لشمس الدين الذهبي، ترجمة موسى بن طلحة بن عبيد الله)
10. ↑  رواه الترمذي في سننه عن عبد الرحمن بن عوف، رقم: 3680.، ورواه ابن حجر العسقلاني في كتابه تخريج مشكاة المصابيح، عن عبد الرحمن بن عوف، ج5، ص436، ورواه السيوطي في كتابه الجامع الصغير، رقم: 73، عن عبد الرحمن بن عوف وسعيد بن زيد، وقال عنه: صحيح، رواه أحمد بن حنبل في مسنده عن عبد الرحمن بن عوف، ج3، ص136، وصححه أحمد شاكر، ورواه النسائي في كتابه السنن الكبرى عن عبد الرحمن بن عوف وسعيد بن زيد، رقم:8193، و8194.

### كتب
- صور من حياة الصحابة، لعبد الرحمن رأفت الباشا.
- رجال حول الرسول، لخالد محمد خالد.
- محض الفرحة بفضائل طلحة، لابن المبرد.
- حقيقة الخلاف بين الصحابة في معركتي الجمل وصفين وقضية التحكيم، لعلي محمد الصلابي.

## وصلات خارجية
- ترجمة طلحة بن عبيد الله، من إعداد موقع قصة الإسلام.
- سيرة طلحة بن عبيد الله على شبكة الألوكة.
- فضائل طلحة، موقع الصحابة.
- شجاعة طلحة بن عبيد الله، لأبي عمار محمود المصري، موقع الكلم الطيب.